# Российская газета
«Російська газета» (рос. Российская газета) — російськомовна пропагандистська газета, офіційний друкований орган Уряду Росії.
ЗМІ заборонено до мовлення в Євросоюзі за маніпулювання інформацією та грубе спотворення фактів.

## Тематика
Після публікації в цьому виданні вступають в силу державні документи: федеральні конституційні закони, федеральні закони (в тому числі кодекси), укази Президента Росії, постанови і розпорядження Уряду Росії, нормативні акти міністерств і відомств. Публікуються також новини, репортажі та інтерв'ю державних діячів, коментарі до офіційних документів. Статус офіційного публікатора документів визначено Законом Російської Федерації № 5-ФЗ «Про порядок опублікування і набрання чинності федеральних конституційних законів, федеральних законів, актів палат Федеральних зборів» і рядом інших документів.
В 2010 році тираж щоденного випуску складав 185,5 тис. примірників. Друкується в 44 містах, випуски газети супроводжуються регіональними вкладками і тематичними додатками. Газетою видаються серії книг з державними документами і коментарями до них.

## Історія
Газета заснована Верховною радою РФ, перший номер вийшов 11 листопада 1990 року. Одним із засновників та першим редактором видання був Борис Миронов.
У 1993 році після жовтневих подій повноваження засновника були передані Уряду Росії. C 1997 газетою Федеральних Зборів Росії є Парламентська газета. У 2001 році газета (і ще 12 видань) було викрито як ЗМІ, де за публікацію замовних статей приймають грошову винагороду (тобто практикують так звану джинсу). У 2007 році лідирувала за кількістю передплатників серед газет. За даними на 2008 рік, видання отримувало підтримку з держбюджету, в тому числі для видання щотижневого додатку «Російська газета — Тиждень», яке за передплатою отримували всі російські пенсіонери. За даними «СПАРК-Інтерфакс», виручка по РСБУ виступаючого видавцем газети ЗАТ «Інформаційно-видавничий концерн „Російська газета“» (на 90 % належить ФДМ «Редакція „Російської газети“») в 2007 році склала 2929000000 руб., Прибуток — 238 млн.руб. У другій половині 2008 року був значно скорочений штат видання та кормережа, закриті 32 регіональних бюро.
У травні 2009 року «TNS Media Intelligence» (провідна компанія в сфері моніторингу ЗМІ) склала звіт по цитованості російських видань в ефірі центрального телебачення і радіо. Згідно з дослідженням, «Російська газета» поряд з «Комерсантом» і «Известиями» «є ключовими джерелами ділових і політичних новин в російському інформаційному просторі». За підсумками I півріччя 2010 року «Російська газета» очолила рейтинг найбільш цитованих суспільно-політичних видань за даними TNS Media Intelligence. У 2011 році порталу RG.RU вручена «Премії Рунета» у номінації «Культура і Масові комунікації» за оперативне знайомство аудиторії з законотворчою діяльністю.
У січні 2012 року газета оновила дизайн макета і почала друкуватися в кольорі (тільки в друкарнях в Москві і Санкт-Петербурзі). Макет газети створений в «Дизайн-бюро Анатолія Гусєва». Основна мета оновлення — зробити дизайн видання більш сучасним і насиченим. Зміни торкнулися всього макета — починаючи від логотипу і закінчуючи шрифтами. Шрифт газети, спеціально розроблений провідним дизайнером-шріфтологом Тагіров Сафаєвим, має кілька накреслень. Цим шрифтом набрано і новий логотип газети, і заголовки, і замітки.
У листопаді 2023 року Болгарія видворила кореспондента "Російської газети" Олександра Гацака, йому також заборонили в'їжджати до Євросоюзу. Таке рішення ухвалило Державне агентство з нацбезпеки Болгарії (ДАНС).

## Керівництво
З 2001 року по 26 жовтня 2010 року генеральний директором видання був Олександр Горбенко, випускник Свердловського вищого військово-політичного танкоартіллерійского училища. 26 жовтня 2010, після відходу Горбенко в Уряд Москви, пост генерального директора «РГ» зайняв Павло Опанасович Негоїця.
Головний редактор газети Владислав Фронін займає свій пост з 2001 року. З 1996 по 2001 роки він був заступником головного редактора. З 1974 року працював в газеті «Комсомольская правда», яку очолював з 1988 по 1995 роки.

## Санкції
У травні 2024 року ЄС запровадив санкції проти видання, заборонивши мовлення та публікації на території ЄС.